# ورزشگاه پاتریوت کاندراباگا
ورزشگاه پاتریوت کاندراباگا (انگلیسی: Patriot Candrabaga Stadium) یک ورزشگاه چندمنظوره در شهر بکاسی، اندونزی است.
این ورزشگاه که در سال ۱۹۸۵ تأسیس شده دارای ۳۰٬۰۰۰ نفر ظرفیت می‌باشد.

## نگارخانه

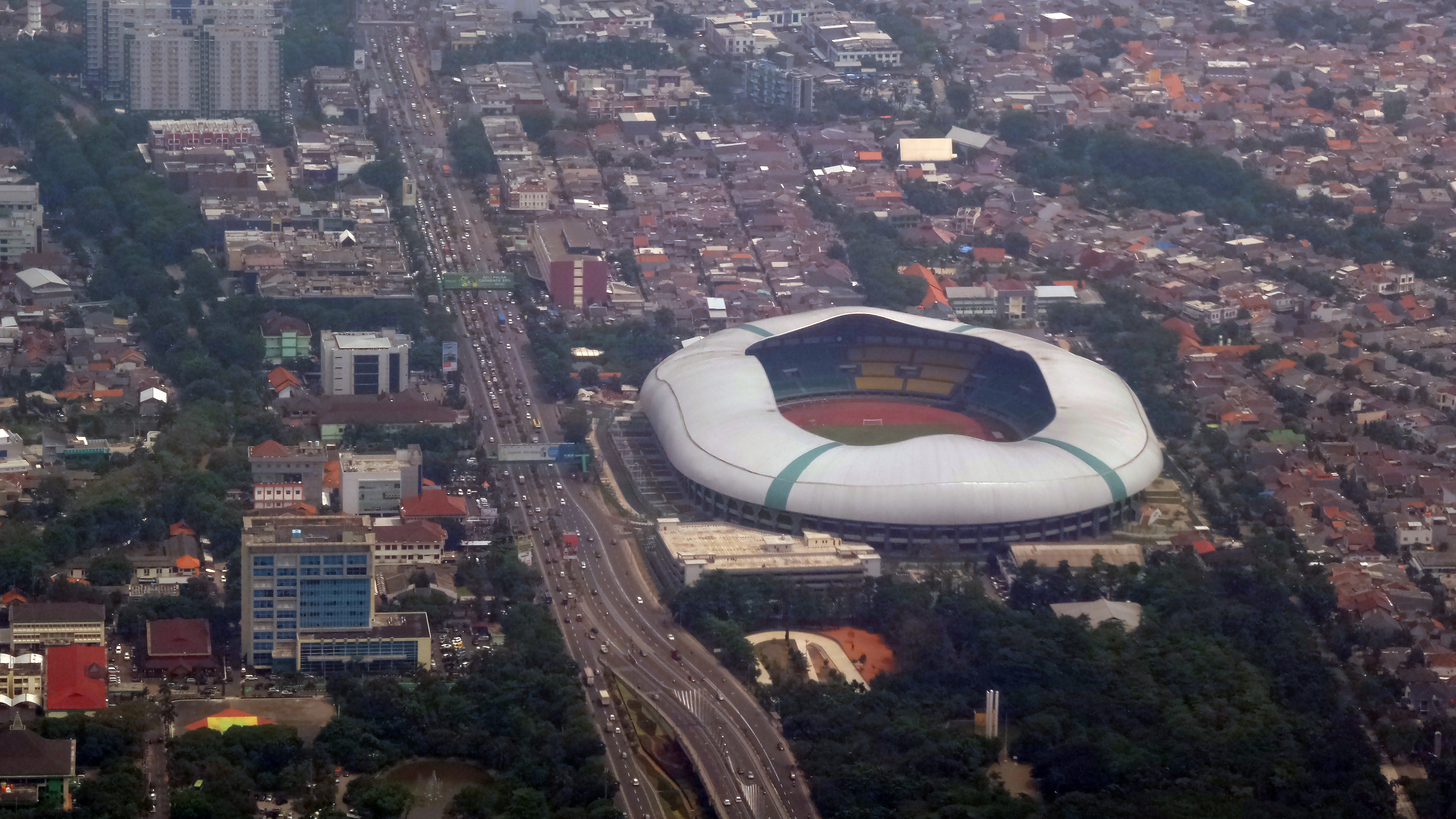
Aerial view, 2016
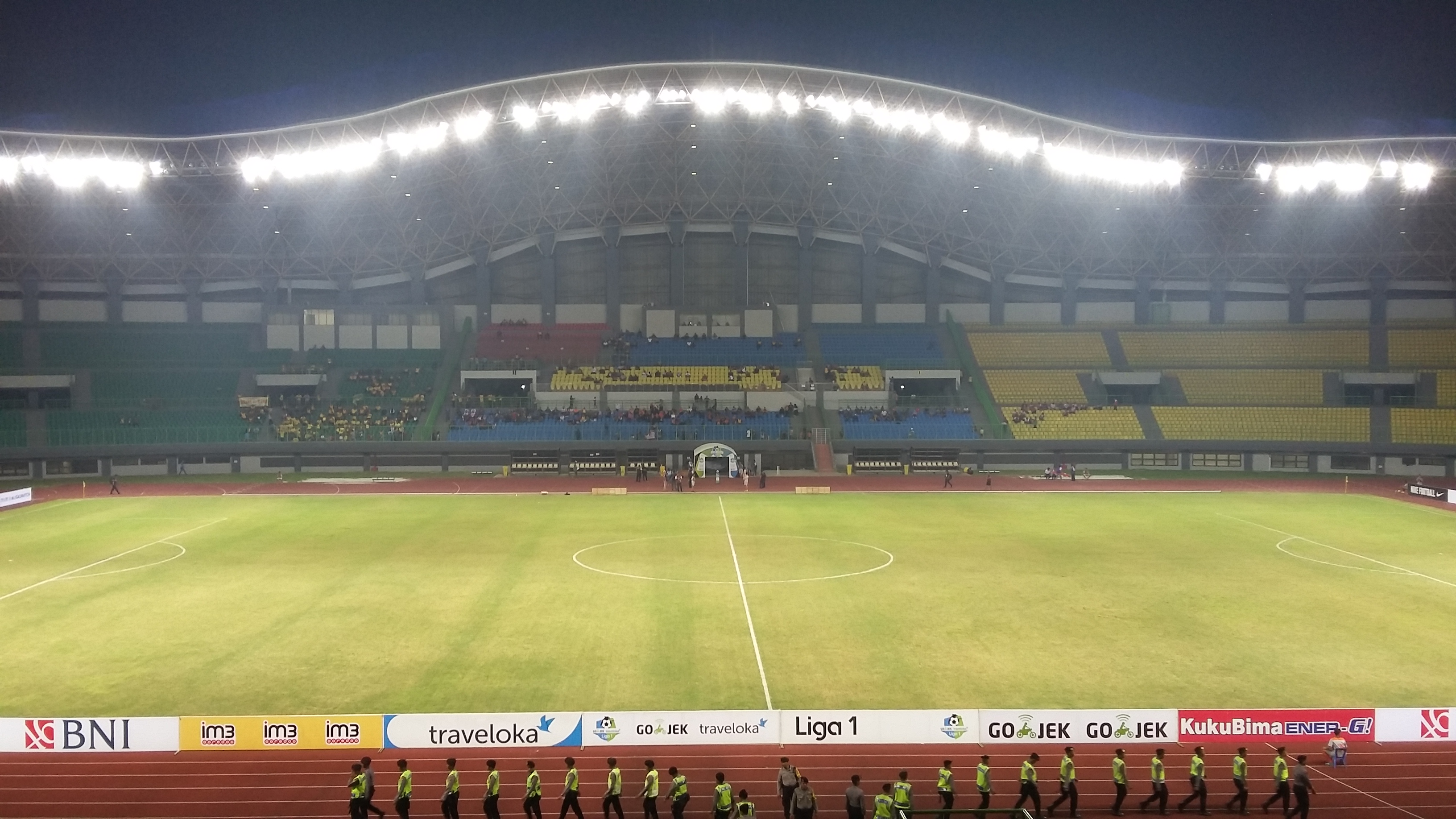
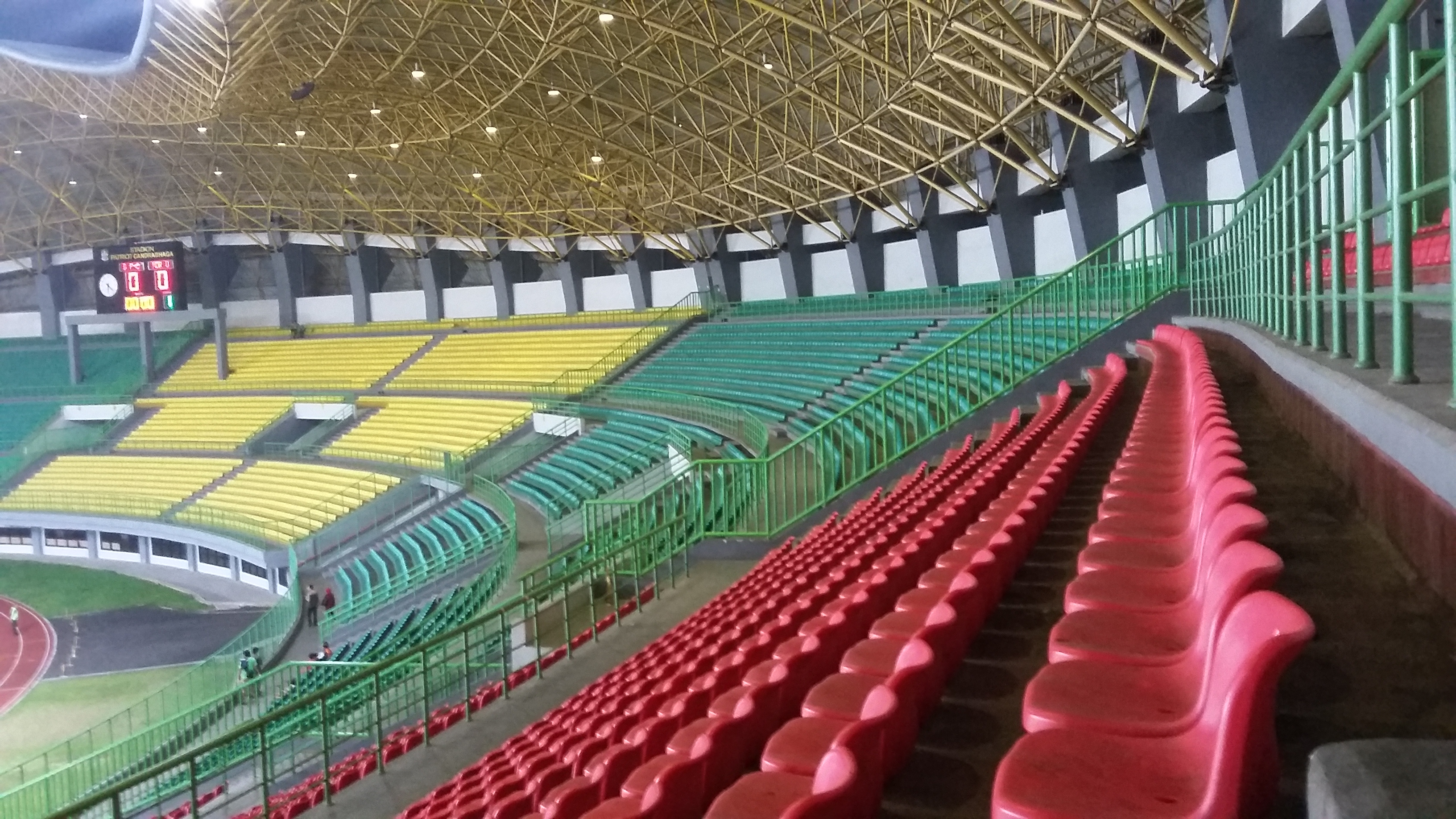